# 노라 커크패트릭
노라 커크패트릭(Nora Kirkpatrick, 1984년 12월 6일 ~ )는 미국의 배우이다.

## 출연 작품
- Bayou Tales (2019)
- 올 투게더 나우 (2013)
- 섹시 이블 지니어스 (2013)
- 빅서 (2013)
- 피터 앳 디 엔드 (2012)
- 드림월드 (2012)
- 롱 스토리 쇼트 (2010)
- 하우 투 메이크 러브 투 어 우먼 (2010)
- 그로스 (2009)
- 트랜스포머: 패자의 역습 (2009)
- 카트리나 (2007)

### 텔레비전
- Up Close with Carrie Keagan (2009) - 본인
- 그릭 (2009-11)